# Лудисия двуцветная
Лудисия двуцветная (лат. Ludisia discolor) — вид растений рода Лудисия (Ludisia) семейства Орхидные (Orchidáceae) из Юго-Восточной Азии и Индонезии.
Является единственным полиморфным видом рода, внутри которого различается ряд форм, преимущественно по окраске листьев.
В цветоводстве формы этого вида относят к группе так называемых «драгоценных орхидей» (Jewel orchids). Их ценность основана не на красоте цветков, а на особенностях окраски листьев. Помимо представителей рода Ludisia к этой группе относятся другие представители подтрибы Goodyerinae: Anoectochilus, Macodes, Dossinia, Goodyera, Zeuxine и другие.

## Распространение
Континентальная Юго-Восточная Азия, Суматра. Наземные растения во влажных тропических лесах.

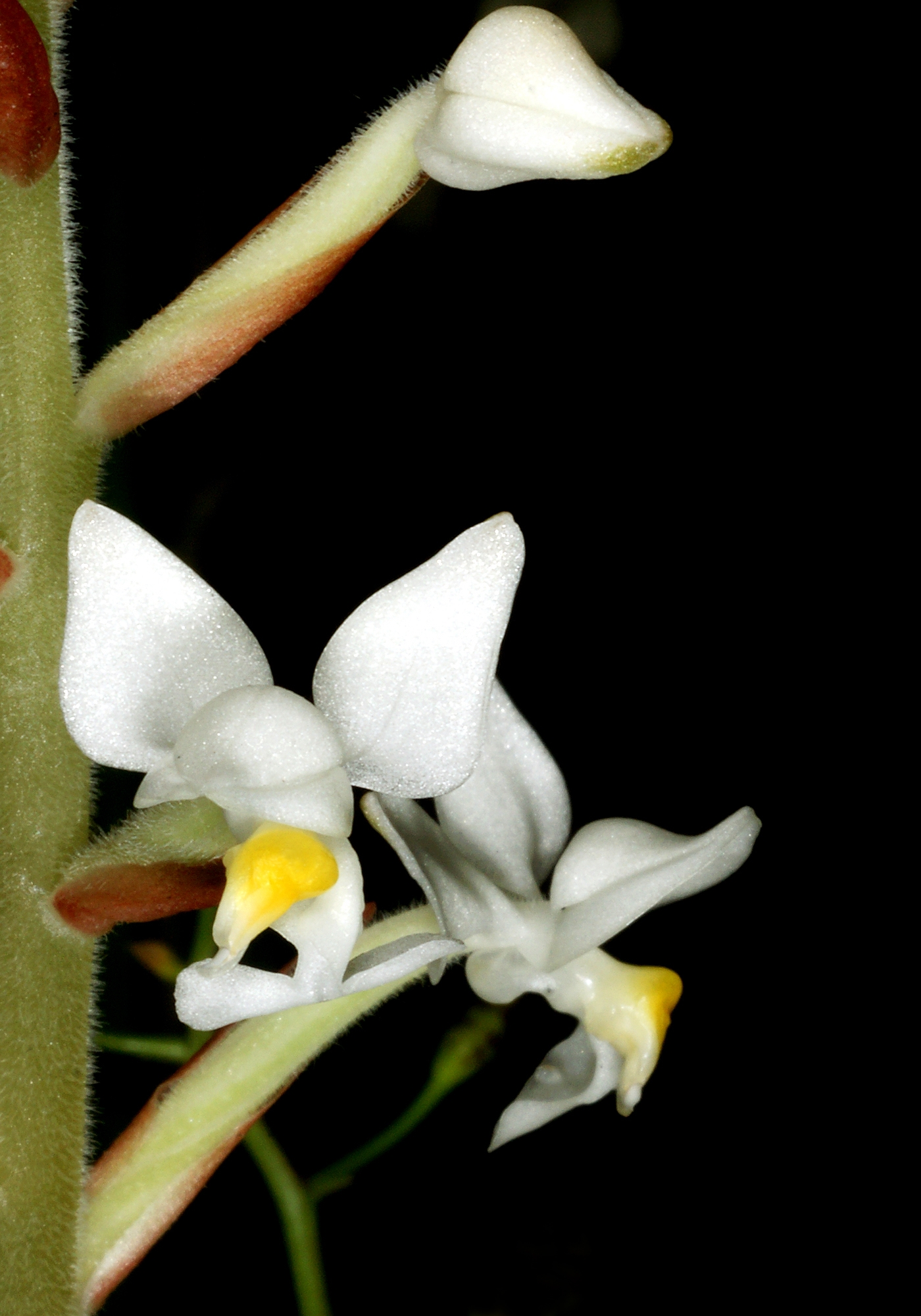
Цветки лудисии двуцветной

## Биологическое описание
Размер растений не превышает 15 см. Обладают толстыми ползучими стеблями, несущими очередные или собранные в розетки бархатистые листья. Окраска листьев варьирует от пурпурной и бордовой до изумрудно-зелёной и чёрной, часто с переливающимися серебристыми полосками и штрихами. Цветки мелкие, обычно белые или желтовато-белые, расположены поочерёдно на высоких цветоносах.

## В культуре
Уход общий с условием, что это растения прохладного содержания. Дневная летняя температура должна быть от +24 °C до +26 °C, ночная от +16 °C до +18 °C. Зимние температуры в среднем на 2 градуса ниже. Рекомендуется притенение, поскольку при ярком освещении происходит обесцвечивание или покраснение листьев. Поливать мягкой водой и регулярно опрыскивать субстрат вокруг растения.
Почвенная смесь составляется из мха сфагнума, крупного песка, кусочков торфа и корней папоротника. При этом на дно следует положить дренаж, затем самые крупные куски субстрата, а на поверхность — самую мелкую фракцию.

## Синонимы
По информации базы данных The Plant List (2013), в синонимику вида входят следующие названия:
- Anoectochilus dawsonianus H.Low ex Rchb.f.
- Anoectochilus ordeanus Jennings
- Anoectochilus ordianus K.Koch
- Dicrophyla elegans Raf.
- Gonogona discolor (Ker Gawl.) Link
- Goodyera discolor Ker Gawl.
- Goodyera ordeana (Jennings) Boxall ex Naves
- Goodyera ordiana B.S.Williams
- Goodyera rodigasciana L.Linden
- Goodyera rubrovenia B.S.Williams
- Haemaria dawsoniana (H.Low ex Rchb.f.) Hasselb.
- Haemaria dawsoniana (H. Low ex Rchb. f.) Hook. f.
- Haemaria discolor (Ker Gawl.) Lindl.
- Haemaria discolor var. concolor Ridl.
- Haemaria discolor var. condorensis Gagnep.
- Haemaria discolor var. dawsoniana (H.Low ex Rchb.f.) B.S.Williams
- Haemaria discolor var. denisoniana Kerch.
- Haemaria discolor var. grandis Gagnep.
- Haemaria discolor var. ordeana (Jennings) B.S.Williams
- Haemaria discolor var. rhodoneura Schltr.
- Haemaria discolor var. trilineata Schltr.
- Haemaria otletae Rolfe
- Haemaria pauciflora Gagnep.
- Haemaria rubrovenia (B.S.Williams) Rchb.f. ex Stein
- Kuhlhasseltia carrii Holttum
- Ludisia dawsoniana (H.Low ex Rchb.f.) Aver.
- Ludisia discolor (Ker Gawl.) Blume
- Ludisia discolor var. ordiana (B.S.Williams) J.M.H.Shaw
- Ludisia furetii Blume
- Ludisia odorata Blume
- Ludisia otletae (Rolfe) Aver.
- Myoda rufescens Lindl.
- Neottia discolor (Ker Gawl.) Steud.
- Orchiodes discolor (Ker Gawl.) Kuntze.